# (189) Ftía
(189) Ftía es un asteroide que forma parte del cinturón de asteroides y fue descubierto el 9 de septiembre de 1878 por Christian Heinrich Friedrich Peters desde el observatorio Litchfield de Clinton, Estados Unidos.
El nombre puede haber sido tomado de Ftía, hija de Níobe, o de Ftía, amante de Apolo, ambos personajes de la mitología griega.

## Características orbitales
Ftía está situado a una distancia media de 2,45 ua del Sol, pudiendo alejarse hasta 2,541 ua. Tiene una excentricidad de 0,03708 y una inclinación orbital de 5,177°. Emplea en completar una órbita alrededor del Sol 1401 días.